# Arctium minus
Arctium minus là một loài thực vật có hoa trong họ Cúc. Loài này được (Hill) Bernh. mô tả khoa học đầu tiên năm 1800.